# Veten, Antarktis
Veten är ett berg i Antarktis. Det ligger i Östantarktis. Norge gör anspråk på området. Toppen på Veten är 2 123 meter över havet, eller 304 meter över den omgivande terrängen. Bredden vid basen är 2,1 km.
Terrängen runt Veten är kuperad söderut, men norrut är den platt. Trakten är obefolkad. Det finns inga samhällen i närheten.